# Meterana badia
Meterana badia là một loài bướm đêm trong họ Noctuidae.